# 知多市歴史民俗博物館

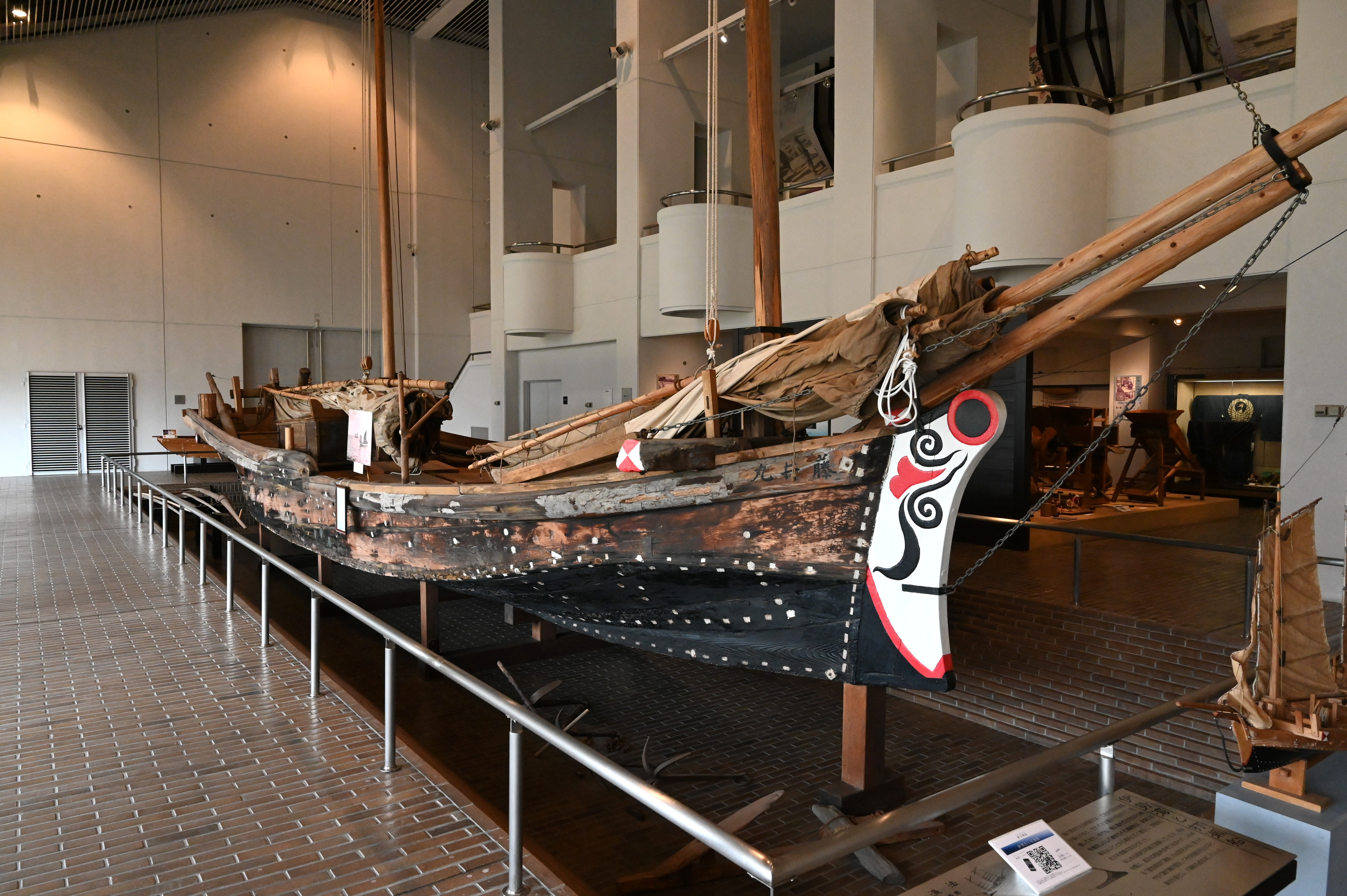
藤井丸

知多市歴史民俗博物館（ちたし れきしみんぞくはくぶつかん）は愛知県知多市にある博物館。
愛称の「ふゅうとりぃ・ちた」は、知多市のマスコットキャラクター「ふゅうちゃん」と英語の「History」を組み合わせたもので、一般公募から選定されたもの。

## 沿革
1968年（昭和43年）、旧新知漁業組合から寄附された建物を利用して旧知多町に設置された知多町民俗資料館をその前身とする。1970年（昭和45年）の市制施行に伴い知多市民俗資料館に改名。1978年（昭和53年）、現在地に展示棟が完成。その後、増改築を行って1999年（平成11年）にリニューアルするとともに現在の名称となった。また、これに伴い第7回愛知まちなみ建築賞を受賞している。「生業」を軸として、知多の歴史や文化に関わる資料などの収集展示を行っており、企画展では地元に関わりのある芸術家の作品などを展示することもある。
収蔵する「知多半島の漁撈用具 附漁撈関係帳面類」は国の重要有形民俗文化財に、「知多木綿生産用具および木綿問屋関係資料」が愛知県の有形民俗文化財に、打瀬船「藤井丸」が市の有形民俗文化財に指定されている。

## 利用詳細
- 開館時間 - 9:00〜17:00（入館16:30まで）
- 休館日 - 月曜日（祝日の場合は翌日）、年末年始、展示整理期間
- 観覧料
  - 常設展 - 無料
  - 特別企画展 - 有料（上限設定あり）

## アクセス
公共交通機関
- 名鉄常滑線 朝倉駅または寺本駅から徒歩で約10分。

自家用車
- 西知多産業道路 朝倉I.C.を東進、市役所南交差点を左折。約600メートル。なお、名古屋方面からは、寺本出口が便利。堀切西交差点を右折、すぐ。
- 駐車場23台